# Michal Šlesingr
Michal Šlesingr (* 3. února 1983 Ústí nad Orlicí) je bývalý český biatlonista, jehož největším úspěchem je zlatá medaile ze smíšené štafety na MS 2015 ve finském Kontiolahti. Na MS 2007 v italské Anterselvě získal stříbrnou medaili ze sprintu. Ze stejného mistrovství světa získal také jeden bronz z vytrvalostního závodu. Ve světovém poháru vyhrál závod s hromadným startem v norském Oslu v roce 2008.
Sportovní kariéru ukončil v roce 2020, poté začal působit v Českém svazu biatlonu jako technický koordinátor.

## Kariéra
V juniorském věku vybojoval celkem sedm medailí na světových šampionátech juniorů, včetně zlata z roku 2002 ze stíhacího závodu.
V sezóně 2004-05 se poprvé dostal v závodech Světového poháru do první desítky, což zopakoval v jednotlivých případech i v dalších letech. Do začátku února 2007 dojel v první desítce Světového poháru pětkrát, nejlépe ve vytrvalostním závodě ve švédském Östersundu v sezóně 2006-07, kdy byl čtvrtý.
Na Zimních olympijských hrách 2006 v Turíně si odbyl svou olympijskou premiéru a přispěl k šestému místu české štafety.
Průlomem v jeho seniorské kariéře bylo druhé místo na mistrovství světa v italské Anterselvě v roce 2007. Ve sprintu na 10 kilometrů v den svých 24. narozenin neminul ani jeden terč a prohrál jen o necelých pět sekund s nejúspěšnějším biatlonistou historie, Norem Olem Einarem Bjørndalenem. Stříbrnou medaili věnoval své kamarádce, oddílové kolegyni a vrstevnici, někdejší dorostenecké mistryni světa Tereze Hlavsové, která v roce 2006 zahynula při autonehodě. V následujícím stíhacím závodě se sice po první střelbě dostal dokonce do vedení, ale v závěru chybou při poslední z dvaceti ran (celkem ale třetí v závodě) opustil i stupně vítězů a obsadil čtvrté místo pět sekund za olympijským vítězem Defrasnem z Francie. Pro druhou medaili na šampionátu si dojel ve vytrvalostním závodě na 20 kilometrů, v němž ho nezastavily ani dvě chyby při první střelbě vstoje. Čtvrtého Nora Andresena porazil o pouhou sekundu. Jako finišman přivedl českou štafetu v závodě na 4×7,5 km do cíle na 5. místě.
Startoval také na ZOH 2010, ZOH 2014 a ZOH 2018.
Michal Šlesingr reprezentoval klub PSK Jablonex, žil a trénoval v Letohradu pod vedením trenéra Vlastimila Vávry.
Na podzim roku 2019 oznámil, že sezóna 2019/2020 bude pro něj poslední. Kariéru ukončil 7. března 2020 štafetou v Novém Městě na Moravě, která se však kvůli pandemii koronaviru SARS-CoV-2 jela bez diváků.

## Výsledky

### Olympijské hry a mistrovství světa

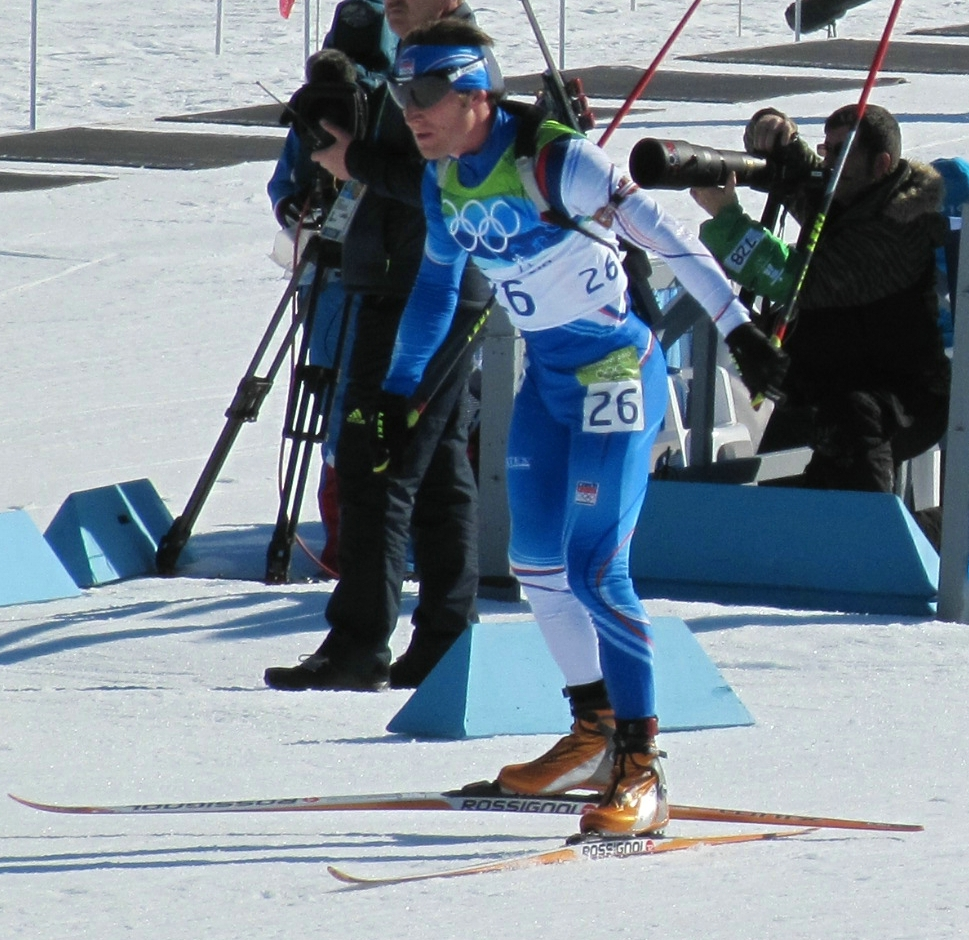
Michal Šlesingr na ZOH 2010 ve Vancouveru

| Sezóna  | Akce | Místo                | SP  | SZ  | HZ  | IZ  | ŠT  | SŠT | SZD | Věk    |
| ------- | ---- | -------------------- | --- | --- | --- | --- | --- | --- | --- | ------ |
| 2002/03 | MS   | Chanty-Mansijsk      | 50. | 39. | –   | 27. | 6.  | –   | ×   | 20 let |
| 2003/04 | MS   | Oberhof              | 41. | 44. | –   | 22. | 8.  | –   | ×   | 21 let |
| 2004/05 | MS   | Hochfilzen           | 59. | 18. | 21. | 9.  | 11. | 4.  | ×   | 22 let |
| 2005/06 | ZOH  | Turín                | 55. | 32. | –   | 45. | 6.  | –   | ×   | 23 let |
| 2006/07 | MS   | Anterselva           | 2.  | 4.  | 20. | 3.  | 5.  | –   | ×   | 24 let |
| 2007/08 | MS   | Östersund            | 6.  | 5.  | 26. | 10. | 7.  | –   | ×   | 25 let |
| 2008/09 | MS   | Pchjongčchang        | 32. | 19. | –   | 38. | 10. | –   | ×   | 26 let |
| 2009/10 | ZOH  | Vancouver            | 18. | 29. | 16. | 17. | 7.  | –   | ×   | 27 let |
| 2010/11 | MS   | Chanty-Mansijsk      | 12. | 8.  | 26. | 12. | 10. | –   | ×   | 28 let |
| 2011/12 | MS   | Ruhpolding           | 25. | 29. | 12. | 6.  | 9.  | 8.  | ×   | 29 let |
| 2012/13 | MS   | Nové Město na Moravě | 52. | –   | –   | 30. | 6.  | –   | ×   | 30 let |
| 2013/14 | ZOH  | Soči                 | 31. | –   | –   | 56. | –   | –   | ×   | 31 let |
| 2014/15 | MS   | Kontiolahti          | 7.  | 4.  | 5.  | 14. | 6.  | 1.  | ×   | 32 let |
| 2015/16 | MS   | Oslo                 | 15. | 12. | 17. | 20. | 5.  | 6.  | ×   | 33 let |
| 2016/17 | MS   | Hochfilzen           | 42. | 30. | 13. | 18. | 10. | –   | ×   | 34 let |
| 2017/18 | ZOH  | Pchjongčchang        | 69. | –   | –   | 45. | 7.  | –   | ×   | 35 let |
| 2018/19 | MS   | Östersund            | –   | –   | –   | 35. | 4.  | –   | –   | 36 let |
| 2019/20 | MS   | Anterselva           | –   | –   | –   | 89. | 13. | –   | –   | 37 let |

Poznámka: Výsledky z mistrovství světa se započítávají do celkového hodnocení světového poháru, výsledky z olympijských her se dříve započítávaly, od olympijských her v Soči 2014 se nezapočítávají.

### Světový pohár

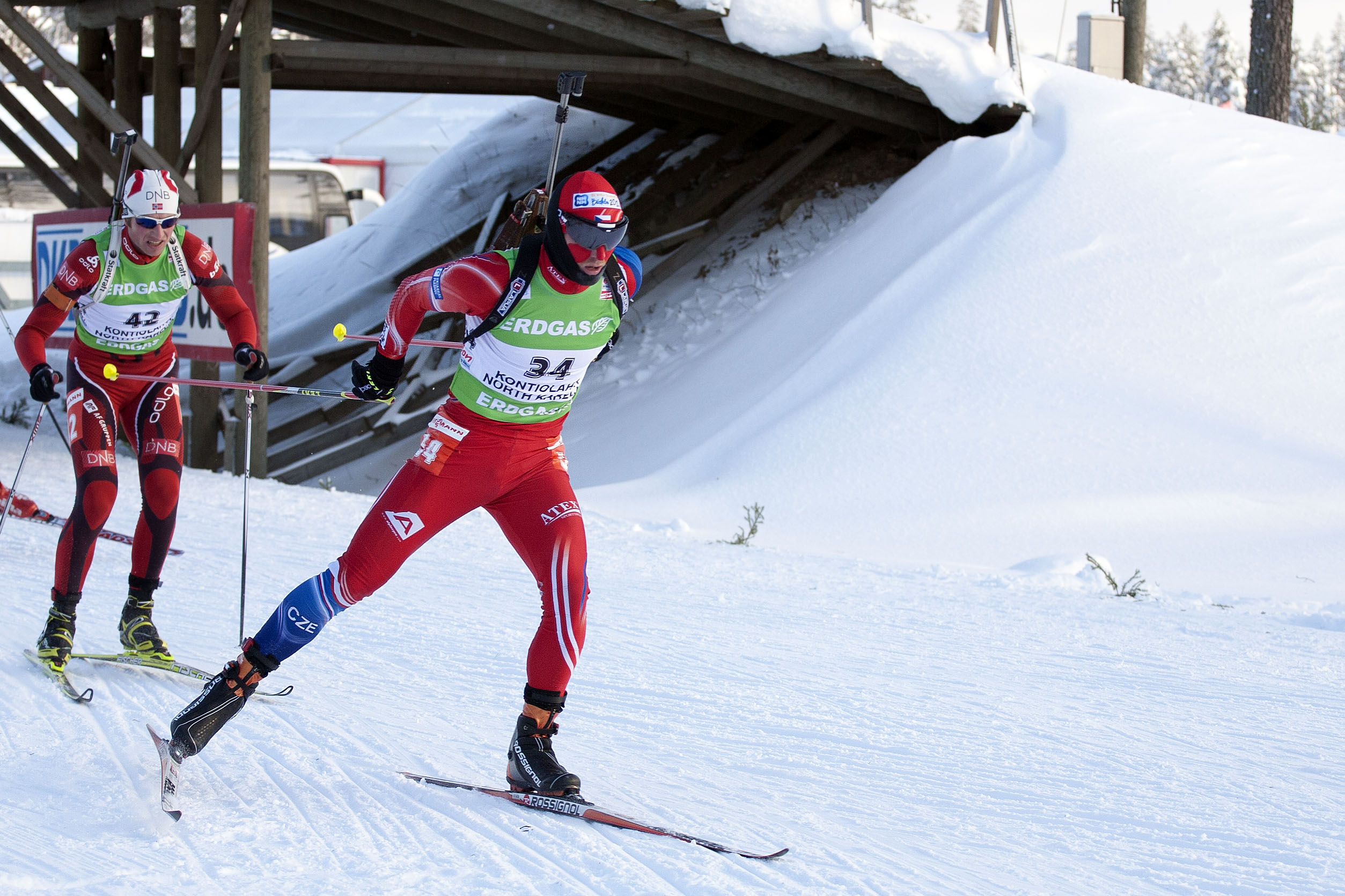
Michal Šlesingr v Kontiolahti v únoru 2012

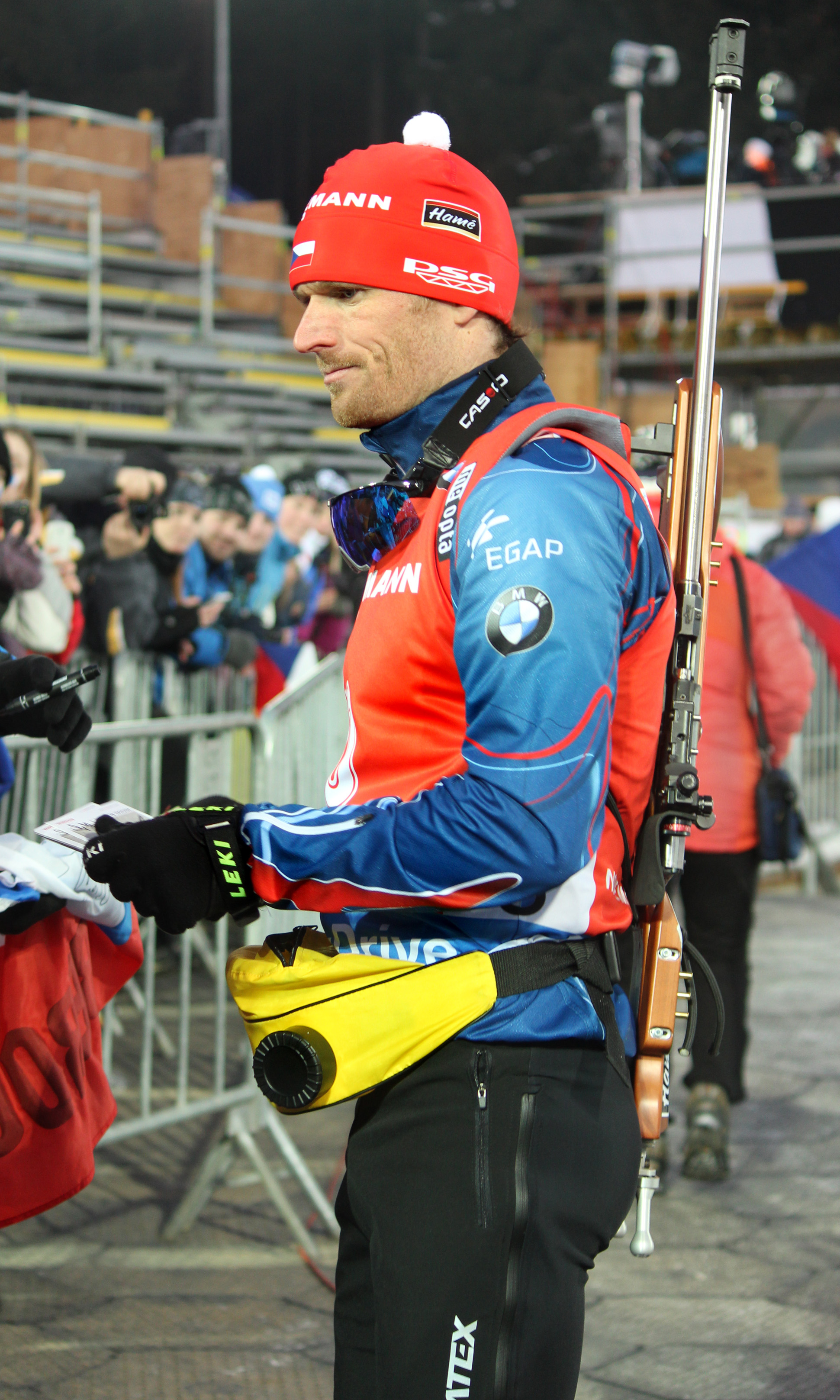
Michal Šlesingr během SP v Novém Městě na Moravě v roce 2015

Sezóna 2001/02
| ČSP              | Místo            | SP           | SZ | HZ | IZ | ŠT  | SŠT | STŘ |
| ---------------- | ---------------- | ------------ | -- | -- | -- | --- | --- | --- |
| 6.               | Anterselva       | –            | –  | –  | –  | 13. | –   | –   |
| 8.               | Lahti            | 86.          | –  | –  | –  | –   | –   | –   |
| Celkové umístění | Celkové umístění | nkl          | –  | –  | –  | 9.  | –   | –   |
| Celkové umístění | Celkové umístění | 0 bodů (nkl) |    |    |    | 9.  | –   | –   |

Sezóna 2002/03
| ČSP              | Místo            | SP           | SZ | HZ | IZ  | ŠT  | SŠT | STŘ |
| ---------------- | ---------------- | ------------ | -- | -- | --- | --- | --- | --- |
| 3.               | Osrblie          | 65.          | –  | –  | –   | –   | –   | –   |
| 5.               | Ruhpolding       | 65.          | –  | –  | –   | 14. | –   | –   |
| Celkové umístění | Celkové umístění | nkl          | –  | –  | 51. | 12. | –   | –   |
| Celkové umístění | Celkové umístění | 4 body (78.) |    |    |     | 12. | –   | –   |

Sezóna 2003/04
| ČSP              | Místo            | SP            | SZ  | HZ | IZ  | ŠT  | SŠT | STŘ  |
| ---------------- | ---------------- | ------------- | --- | -- | --- | --- | --- | ---- |
| 4.               | Pokljuka         | 31.           | 41. | –  | –   | –   | –   | –    |
| 5.               | Ruhpolding       | –             | –   | –  | –   | 14. | –   | –    |
| 7.               | Lake Placid      | 26.           | 42. | –  | –   | –   | –   | –    |
| 8.               | Fort Kent        | 43.           | 35. | –  | –   | –   | –   | –    |
| Celkové umístění | Celkové umístění | 71.           | nkl | –  | 44. | 11. | –   | 75 % |
| Celkové umístění | Celkové umístění | 14 bodů (70.) |     |    |     | 11. | –   | 75 % |

Sezóna 2004/05
| ČSP              | Místo            | SP             | SZ  | HZ  | IZ  | ŠT  | SŠT | STŘ  |
| ---------------- | ---------------- | -------------- | --- | --- | --- | --- | --- | ---- |
| 1.               | Beitostølen      | 64.            | –   | –   | –   | 11. | –   | –    |
| 2.               | Oslo             | 77.            | –   | –   | 86. | –   | –   | –    |
| 3.               | Östersund        | 53.            | 53. | –   | –   | –   | –   | –    |
| 5.               | Ruhpolding       | 10.            | 13. | –   | –   | 5.  | –   | –    |
| 6.               | Anterselva       | 31.            | 11. | –   | 31. | –   | –   | –    |
| 7.               | Turín            | 38.            | –   | –   | 64. | 13. | –   | –    |
| 9.               | Chanty-Mansijsk  | 29.            | 26. | –   | –   | –   | 4.  | –    |
| Celkové umístění | Celkové umístění | 47.            | 27. | 41. | 27. | 10. | –   | 77 % |
| Celkové umístění | Celkové umístění | 128 bodů (37.) |     |     |     | 10. | –   | 77 % |

Sezóna 2005/06
| ČSP              | Místo            | SP             | SZ  | HZ  | IZ  | ŠT | SŠT | STŘ  |
| ---------------- | ---------------- | -------------- | --- | --- | --- | -- | --- | ---- |
| 1.               | Östersund        | 80.            | –   | –   | –   | 7. | –   | –    |
| 2.               | Hochfilzen       | 15.            | –   | –   | 14. | 9. | –   | –    |
| 3.               | Osrblie          | 40.            | 13. | –   | 7.  | –  | –   | –    |
| 4.               | Oberhof          | 52.            | –   | 21. | –   | 4. | –   | –    |
| 5.               | Ruhpolding       | 24.            | 14. | –   | –   | 7. | –   | –    |
| 6.               | Anterselva       | –              | –   | 29. | –   | –  | –   | –    |
| 7.               | Pokljuka         | 44.            | 32. | –   | –   | –  | –   | –    |
| 8.               | Kontiolahti      | 44.            | 53. | 14. | –   | –  | –   | –    |
| 9.               | Oslo             | 11.            | 12. | 24. | –   | –  | –   | –    |
| Celkové umístění | Celkové umístění | 37.            | 27. | 28. | 11. | 8. | –   | 81 % |
| Celkové umístění | Celkové umístění | 194 bodů (29.) |     |     |     | 8. | –   | 81 % |

Sezóna 2006/07
| ČSP              | Místo            | SP             | SZ  | HZ  | IZ  | ŠT | SŠT | STŘ  |
| ---------------- | ---------------- | -------------- | --- | --- | --- | -- | --- | ---- |
| 1.               | Östersund        | 37.            | 52. | –   | 4.  | –  | –   | –    |
| 2.               | Hochfilzen       | 76.            | –   | –   | –   | 8. | –   | –    |
| 3.               | Hochfilzen       | 29. 42.        | –   | –   | –   | 4. | –   | –    |
| 4.               | Oberhof          | 36.            | 22. | –   | –   | 5. | –   | –    |
| 5.               | Ruhpolding       | 11.            | –   | 7.  | –   | 8. | –   | –    |
| 6.               | Pokljuka         | 26.            | 26. | 22. | –   | -  | –   | –    |
| 7.               | Lahti            | 19.            | 12. | –   | 22. | –  | –   | –    |
| 8.               | Oslo             | –              | 30. | 20. | 13. | –  | –   | –    |
| 9.               | Chanty-Mansijsk  | 28.            | 8.  | 15. | –   | –  | –   | –    |
| Celkové umístění | Celkové umístění | 28.            | 20. | 17. | 4.  | 5. | –   | 83 % |
| Celkové umístění | Celkové umístění | 390 bodů (16.) |     |     |     | 5. | –   | 83 % |

Sezóna 2007/08
| ČSP              | Místo            | SP             | SZ  | HZ  | IZ  | ŠT  | SŠT | STŘ  |
| ---------------- | ---------------- | -------------- | --- | --- | --- | --- | --- | ---- |
| 1.               | Kontiolahti      | 25.            | 13. | –   | 37. | –   | –   | –    |
| 2.               | Hochfilzen       | 36.            | 19. | –   | –   | 14. | –   | –    |
| 3.               | Pokljuka         | 9.             | –   | –   | 19. | 8.  | –   | –    |
| 4.               | Oberhof          | 44.            | –   | 29. | –   | 10. | –   | –    |
| 5.               | Ruhpolding       | 42.            | 31. | –   | –   | 9.  | –   | –    |
| 6.               | Anterselva       | 30.            | 37. | –   | –   | –   | –   | –    |
| 8.               | Chanty-Mansijsk  | 17.            | 10. | 3.  | –   | –   | –   | –    |
| 9.               | Oslo             | 22.            | –   | 1.  | –   | –   | –   | –    |
| Celkové umístění | Celkové umístění | 25.            | 20. | 14. | 19. | 10. | –   | 85 % |
| Celkové umístění | Celkové umístění | 325 bodů (19.) |     |     |     | 10. | –   | 85 % |

Sezóna 2008/09
| ČSP              | Místo            | SP             | SZ  | HZ  | IZ  | ŠT  | SŠT | STŘ  |
| ---------------- | ---------------- | -------------- | --- | --- | --- | --- | --- | ---- |
| 1.               | Östersund        | 69.            | –   | –   | 45. | –   | –   | –    |
| 2.               | Hochfilzen       | 55.            | 50. | –   | –   | –   | –   | –    |
| 3.               | Hochfilzen       | 30.            | –   | –   | 32. | 8.  | –   | –    |
| 4.               | Oberhof          | 4.             | –   | –   | –   | 9.  | –   | –    |
| 5.               | Ruhpolding       | 17.            | 11. | –   | –   | 7.  | –   | –    |
| 6.               | Anterselva       | 9.             | 14. | 27. | –   | –   | –   | –    |
| 7.               | Vancouver        | 24.            | –   | –   | 27. | 11. | –   | –    |
| 8.               | Trondheim        | 25.            | 5.  | 11. | –   | –   | –   | –    |
| Celkové umístění | Celkové umístění | 17.            | 10. | 28. | 52. | 9.  | –   | 88 % |
| Celkové umístění | Celkové umístění | 423 bodů (20.) |     |     |     | 9.  | –   | 88 % |

Sezóna 2009/10
| ČSP              | Místo            | SP             | SZ  | HZ  | IZ  | ŠT  | SŠT | STŘ  |
| ---------------- | ---------------- | -------------- | --- | --- | --- | --- | --- | ---- |
| 1.               | Östersund        | 48.            | –   | –   | 30. | 11. | –   | –    |
| 2.               | Hochfilzen       | 56.            | 39. | –   | –   | 7.  | –   | –    |
| 3.               | Pokljuka         | 54.            | 57. | –   | 4.  | –   | –   | –    |
| 5.               | Ruhpolding       | 71.            | –   | –   | –   | 10. | –   | –    |
| 6.               | Anterselva       | 29.            | 54. | –   | 9.  | –   | –   | –    |
| 7.               | Kontiolahti      | 34.            | 6.  | –   | –   | –   | –   | –    |
| 8.               | Oslo             | 47.            | 22. | 20. | –   | –   | –   | –    |
| 9.               | Chanty-Mansijsk  | 19.            | –   | 20. | –   | –   | 7.  | –    |
| Celkové umístění | Celkové umístění | 51.            | 31. | 27. | 7.  | 9.  | –   | 83 % |
| Celkové umístění | Celkové umístění | 312 bodů (29.) |     |     |     | 9.  | –   | 83 % |

Sezóna 2010/11
| ČSP              | Místo            | SP            | SZ  | HZ  | IZ  | ŠT  | SŠT | STŘ  |
| ---------------- | ---------------- | ------------- | --- | --- | --- | --- | --- | ---- |
| 1.               | Östersund        | 29.           | 14. | –   | 7.  | –   | –   | –    |
| 2.               | Hochfilzen       | 46.           | 32. | –   | –   | 7.  | –   | –    |
| 3.               | Pokljuka         | 36.           | –   | –   | 62. | –   | 19. | –    |
| 4.               | Oberhof          | 3.            | –   | 8.  | –   | 2.  | –   | –    |
| 5.               | Ruhpolding       | 39.           | 26. | –   | 18. | –   | –   | –    |
| 6.               | Anterselva       | 46.           | –   | 11. | –   | –   | –   | –    |
| 7.               | Presque Isle     | 11.           | 20. | –   | –   | –   | –   | –    |
| 8.               | Fort Kent        | 2.            | 4.  | 14. | –   | –   | –   | –    |
| 9.               | Oslo             | 12.           | 15. | 28. | –   | –   | –   | –    |
| Celkové umístění | Celkové umístění | 11.           | 9.  | 12. | 11. | 10. | –   | 80 % |
| Celkové umístění | Celkové umístění | 592 bodů (9.) |     |     |     | 10. | –   | 80 % |

Sezóna 2011/12
| ČSP              | Místo                | SP             | SZ  | HZ  | IZ  | ŠT  | SŠT | STŘ  |
| ---------------- | -------------------- | -------------- | --- | --- | --- | --- | --- | ---- |
| 1.               | Östersund            | 8.             | 12. | –   | 2.  | –   | –   | –    |
| 2.               | Hochfilzen           | 12.            | 28. | –   | –   | 7.  | –   | –    |
| 3.               | Hochfilzen           | 64.            | –   | –   | –   | –   | 2.  | –    |
| 4.               | Oberhof              | 9.             | –   | 22. | –   | 9.  | –   | –    |
| 5.               | Nové Město na Moravě | 17.            | 32. | –   | 75. | –   | –   | –    |
| 6.               | Anterselva           | 14.            | –   | 5.  | –   | 14. | –   | –    |
| 7.               | Oslo                 | 14.            | 9.  | 21. | –   | –   | –   | –    |
| 8.               | Kontilahti           | 34.            | 24. | –   | –   | –   | –   | –    |
| 9.               | Chanty-Mansijsk      | 13.            | 6.  | 13. | –   | –   | –   | –    |
| Celkové umístění | Celkové umístění     | 13.            | 19. | 11. | 7.  | 10. | –   | 82 % |
| Celkové umístění | Celkové umístění     | 602 bodů (10.) |     |     |     | 10. | –   | 82 % |

Sezóna 2012/13
| ČSP              | Místo            | SP             | SZ  | HZ  | IZ  | ŠT  | SŠT | STŘ  |
| ---------------- | ---------------- | -------------- | --- | --- | --- | --- | --- | ---- |
| 1.               | Östersund        | 41.            | 27. | –   | 31. | –   | 3.  | –    |
| 2.               | Hochfilzen       | 19.            | 47. | –   | –   | 5.  | –   | –    |
| 3.               | Pokljuka         | 18.            | 11. | 18. | –   | –   | –   | –    |
| 4.               | Oberhof          | 17.            | 10. | –   | –   | 8.  | –   | –    |
| 5.               | Ruhpolding       | 27.            | –   | 18. | –   | 13. | –   | –    |
| 6.               | Anterselva       | 29.            | 21. | –   | –   | 6.  | –   | –    |
| 7.               | Oslo             | 22.            | 20. | 19. | –   | –   | –   | –    |
| 8.               | Soči             | 13.            | –   | –   | 25. | 3.  | –   | –    |
| 9.               | Chanty-Mansijsk  | 8.             | 3.  | 10. | –   | –   | –   | –    |
| Celkové umístění | Celkové umístění | 18.            | 17. | 19. | 32. | 6.  | 3.  | 82 % |
| Celkové umístění | Celkové umístění | 476 bodů (21.) |     |     |     | 6.  | 3.  | 82 % |

Sezóna 2013/14
| ČSP              | Místo            | SP             | SZ  | HZ  | IZ  | ŠT  | SŠT | STŘ  |
| ---------------- | ---------------- | -------------- | --- | --- | --- | --- | --- | ---- |
| 1.               | Östersund        | –              | –   | –   | DNS | –   | –   | –    |
| 4.               | Oberhof          | 12.            | 5.  | 19. | –   | –   | –   | –    |
| 5.               | Ruhpolding       | –              | 27. | –   | 24. | 5.  | –   | –    |
| 6.               | Anterselva       | 68.            | –   | –   | –   | 12. | –   | –    |
| Celkové umístění | Celkové umístění | 55.            | 47. | 34. | 36. | 7.  | –   | 89 % |
| Celkové umístění | Celkové umístění | 122 bodů (47.) |     |     |     | 7.  | –   | 89 % |

Sezóna 2014/15
| ČSP              | Místo                | SP            | SZ  | HZ  | IZ | ŠT  | SŠT | STŘ  |
| ---------------- | -------------------- | ------------- | --- | --- | -- | --- | --- | ---- |
| 1.               | Östersund            | 4.            | 19. | –   | 3. | –   | 9.  | –    |
| 2.               | Hochfilzen           | 43.           | –   | –   | –  | 7.  | –   | –    |
| 3.               | Pokljuka             | 20.           | 37. | 29. | –  | –   | –   | –    |
| 4.               | Oberhof              | 13.           | –   | 5.  | –  | DNF | –   | –    |
| 5.               | Ruhpolding           | 10.           | –   | 3.  | –  | 6.  | –   | –    |
| 6.               | Anterselva           | 50.           | –   | –   | –  | 6.  | –   | –    |
| 7.               | Nové Město na Moravě | 5.            | 11. | –   | –  | –   | 2.  | –    |
| 8.               | Oslo                 | 24.           | –   | –   | 8. | 4.  | –   | –    |
| 9.               | Chanty-Mansijsk      | 15.           | 9.  | 23. | –  | –   | –   | –    |
| Celkové umístění | Celkové umístění     | 8.            | 20. | 6.  | 4. | 8.  | 3.  | 84 % |
| Celkové umístění | Celkové umístění     | 630 bodů (8.) |     |     |    | 8.  | 3.  | 84 % |

Sezóna 2015/16
| ČSP              | Místo            | SP             | SZ  | HZ  | IZ  | ŠT  | SŠT | SZD | STŘ  |
| ---------------- | ---------------- | -------------- | --- | --- | --- | --- | --- | --- | ---- |
| 1.               | Östersund        | 24.            | 20. | –   | 53. | –   | 3.  | –   | –    |
| 2.               | Hochfilzen       | 72.            | –   | –   | –   | 16. | –   | –   | –    |
| 3.               | Pokljuka         | 50.            | 36. | –   | –   | –   | –   | –   | –    |
| 4.               | Ruhpolding       | 8.             | 3.  | 17. | –   | –   | –   | –   | –    |
| 5.               | Ruhpolding       | –              | –   | –   | 33. | 8.  | –   | –   | –    |
| 6.               | Anterselva       | 37.            | 32. | –   | –   | 8.  | –   | –   |      |
| 7.               | Canmore          | 14.            | –   | 30. | –   | –   | 10. | –   | –    |
| 8.               | Presque Isle     | 14.            | 6.  | –   | –   | –   | –   | –   | –    |
| 9.               | Chanty-Mansijsk  | 12.            | 10. | ZRU | –   | –   | –   | –   | –    |
| Celkové umístění | Celkové umístění | 18.            | 11. | 32. | 35. | 14. | 10. | 10. | 83 % |
| Celkové umístění | Celkové umístění | 424 bodů (18.) |     |     |     | 14. | 10. | 10. | 83 % |

Sezóna 2016/17
| ČSP              | Místo                | SP             | SZ  | HZ  | IZ  | ŠT  | SŠT | SZD | STŘ  |
| ---------------- | -------------------- | -------------- | --- | --- | --- | --- | --- | --- | ---- |
| 1.               | Östersund            | 17.            | 22. | –   | 25. | –   | 7.  | –   |      |
| 2.               | Pokljuka             | 15.            | 19. | –   | –   | 5.  | –   | –   |      |
| 3.               | Nové Město na Moravě | 44.            | 19. | 30. | –   | –   | –   | –   |      |
| 4.               | Oberhof              | 2.             | 7.  | 29. | –   | –   | –   | –   |      |
| 5.               | Ruhpolding           | 65.            | –   | –   | –   | 5.  | –   | –   |      |
| 6.               | Anterselva           | –              | –   | 24. | 85. | 13. | –   | –   |      |
| 7.               | Pchjongčchang        | 24.            | 24. | –   | –   | 8.  | –   | –   |      |
| 8.               | Kontiolahti          | 35.            | 33. | –   | –   | –   | 6.  | –   |      |
| 9.               | Holmenkollen         | 13.            | 34. | 6.  | –   | –   | –   | –   |      |
| Celkové umístění | Celkové umístění     | 17.            | 27. | 23. | 26. | 7.  | 9.  | 9.  | 81 % |
| Celkové umístění | Celkové umístění     | 422 bodů (22.) |     |     |     | 7.  | 9.  | 9.  | 81 % |

Sezóna 2017/18
| ČSP              | Místo            | SP             | SZ          | HZ          | IZ          | ŠT          | SŠT         | SZD         | STŘ         |
| ---------------- | ---------------- | -------------- | ----------- | ----------- | ----------- | ----------- | ----------- | ----------- | ----------- |
| 1.               | Östersund        | 38.            | 37.         | –           | 26.         | –           | –           | 10.         |             |
| 2.               | Hochfilzen       | 46.            | 40.         | –           | –           | 18.         | –           | –           |             |
| 3.               | Annecy           | 41.            | DNS         | –           | –           | –           | –           | –           |             |
| 4.               | Oberhof          | nestartoval    | nestartoval | nestartoval | nestartoval | nestartoval | nestartoval | nestartoval | nestartoval |
| 5.               | Ruhpolding       | –              | –           | 8.          | 8.          | 8.          | –           | –           |             |
| 6.               | Anterselva       | 55.            | 24.         | –           | –           | –           | –           | –           |             |
| 7.               | Kontiolahti      | nestartoval    | nestartoval | nestartoval | nestartoval | nestartoval | nestartoval | nestartoval | nestartoval |
| 8.               | Holmenkollen     | nestartoval    | nestartoval | nestartoval | nestartoval | nestartoval | nestartoval | nestartoval | nestartoval |
| 9.               | Ťumeň            | nestartoval    | nestartoval | nestartoval | nestartoval | nestartoval | nestartoval | nestartoval | nestartoval |
| Celkové umístění | Celkové umístění | 87.            | 54.         | 34.         | 11.         | 12.         | 13.         | 13.         | 83 %        |
| Celkové umístění | Celkové umístění | 108 bodů (47.) |             |             |             | 12.         | 13.         | 13.         | 83 %        |

Sezóna 2018/19
| ČSP              | Místo            | SP            | SZ          | HZ          | IZ          | ŠT          | SŠT         | SZD         | STŘ         |
| ---------------- | ---------------- | ------------- | ----------- | ----------- | ----------- | ----------- | ----------- | ----------- | ----------- |
| 1.               | Pokljuka         | 47.           | DNS         | –           | 41.         | –           | –           | 10.         |             |
| 2.               | Hochfilzen       | 46.           | –           | –           | –           | 7.          | –           | –           |             |
| 3.               | Nové Město       | DNS           | –           | –           | –           | –           | –           | –           |             |
| 4.               | Oberhof          | nestartoval   | nestartoval | nestartoval | nestartoval | nestartoval | nestartoval | nestartoval | nestartoval |
| 5.               | Ruhpolding       | nestartoval   | nestartoval | nestartoval | nestartoval | nestartoval | nestartoval | nestartoval | nestartoval |
| 6.               | Anterselva       | nestartoval   | nestartoval | nestartoval | nestartoval | nestartoval | nestartoval | nestartoval | nestartoval |
| 7.               | Canmore          | –             | –           | –           | 64.         | 6.          | –           | –           |             |
| 8.               | Soldier Hollow   | 19.           | DNS         | –           | –           | –           | 6.          | –           |             |
| 9.               | Holmenkollen     | 97.           | –           | –           | –           | –           | –           | –           |             |
| Celkové umístění | Celkové umístění | 62.           | –           | –           | 66.         | 7.          |             |             | 84 %        |
| Celkové umístění | Celkové umístění | 28 bodů (71.) |             |             |             | 7.          |             |             | 84 %        |

Sezóna 2019/20
| ČSP              | Místo                | SP              | SZ              | HZ              | IZ              | ŠT              | SŠT             | SZD             | STŘ             |
| ---------------- | -------------------- | --------------- | --------------- | --------------- | --------------- | --------------- | --------------- | --------------- | --------------- |
| 1.               | Östersund            | 36.             | –               | –               | 40.             | 13.             | –               | –               |                 |
| 2.               | Hochfilzen           | 69.             | –               | –               | –               | 5.              | –               | –               |                 |
| 3.               | Annecy               | nestartoval     | nestartoval     | nestartoval     | nestartoval     | nestartoval     | nestartoval     | nestartoval     | nestartoval     |
| 4.               | Oberhof              | 35.             | –               | –               | –               | 8.              | –               | –               |                 |
| 5.               | Ruhpolding           | 76.             | –               | –               | –               | 11.             | –               | –               |                 |
| 6.               | Pokljuka             | –               | –               | –               | 72.             | –               | –               | 17.             |                 |
| 7.               | Nové Město na Moravě | 56.             | –               | –               | –               | 12.             | –               | –               |                 |
| 8.               | Kontiolahti          | ukončil kariéru | ukončil kariéru | ukončil kariéru | ukončil kariéru | ukončil kariéru | ukončil kariéru | ukončil kariéru | ukončil kariéru |
| 9.               | Holmenkollen         | zrušeno         | zrušeno         | zrušeno         | zrušeno         | zrušeno         | zrušeno         | zrušeno         | zrušeno         |
| Celkové umístění | Celkové umístění     | 72.             | –               | –               | 66.             | 11.             | 10.             | 10.             | 81 %            |
| Celkové umístění | Celkové umístění     | 12 bodů (84.)   |                 |                 |                 | 11.             | 10.             | 10.             | 81 %            |

### Juniorská mistrovství
| Sezóna  | D   | Místo           | SP  | SZ  | IZ  | ŠT  | Věk    |
| ------- | --- | --------------- | --- | --- | --- | --- | ------ |
| 1999/00 | MSJ | Hochfilzen      | 79. | –   | –   | 14. | 17 let |
| 2000/01 | MSJ | Chanty-Mansijsk | –   | –   | 26. | –   | 18 let |
| 2001/02 | MSJ | Val Ridanna     | 3.  | 1.  | 4.  | 2.  | 18 let |
| 2002/03 | MSJ | Kościelisko     | 2.  | 2.  | 22. | 3.  | 20 let |
| 2003/04 | MSJ | Haute-Maurienne | 4.  | 11. | 12. | 2.  | 20 let |